# Schlafsand

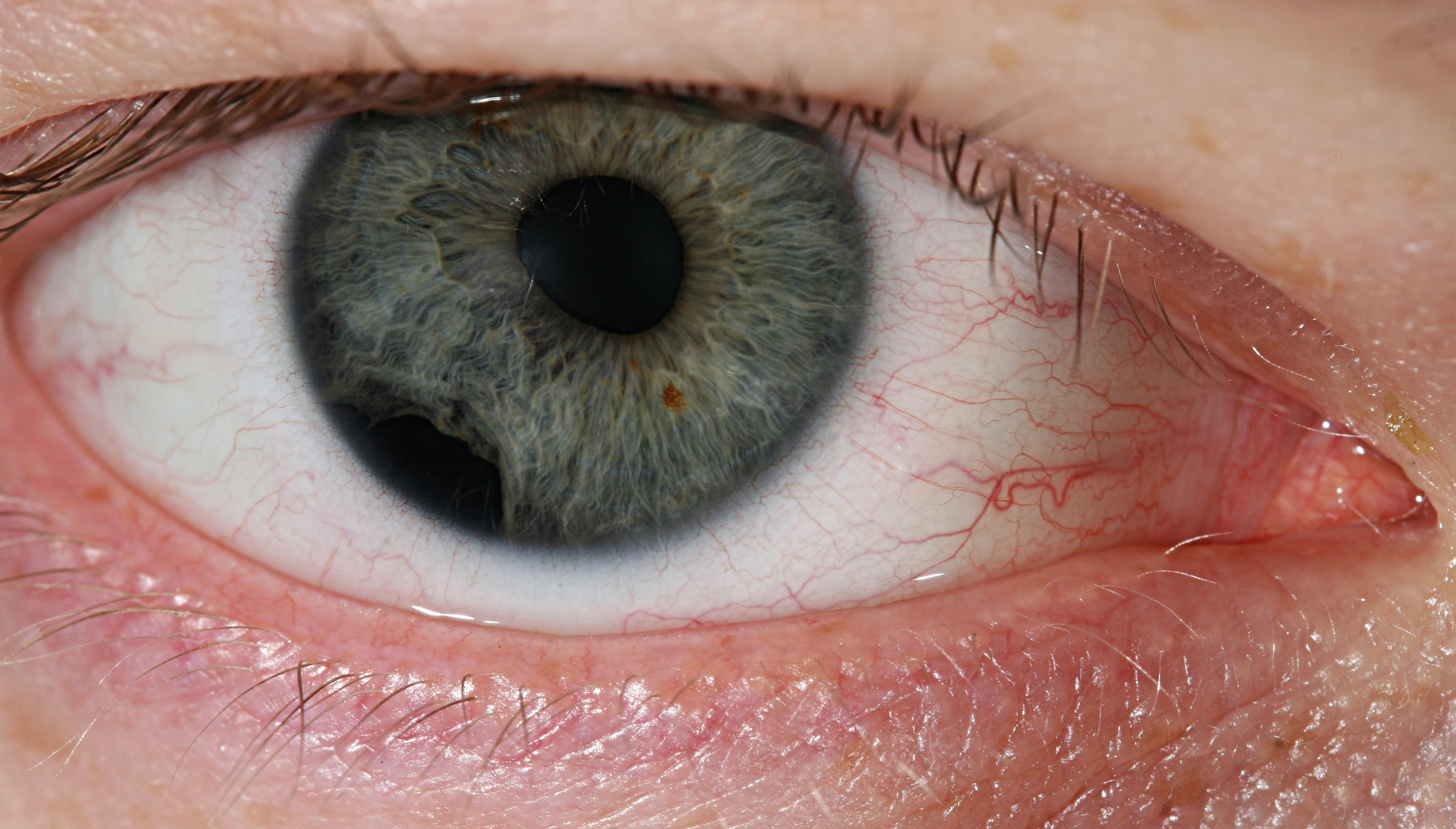
Auge eines Menschen. Über der Tränenkarunkel auf dem oberen Augenlid ist Schlafsand zu sehen.

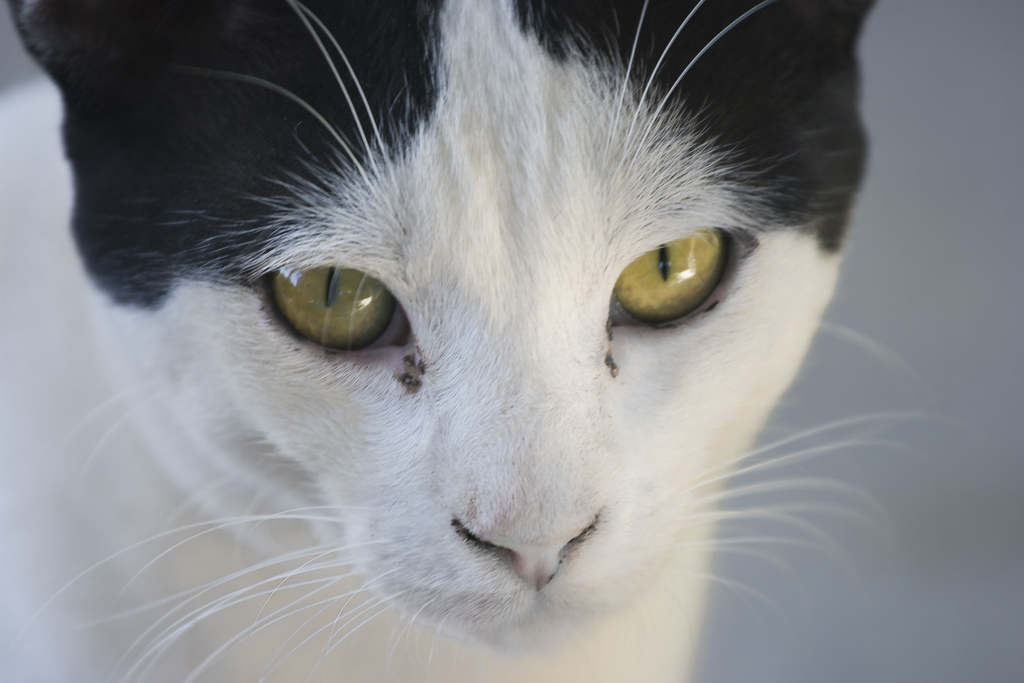
Eingetrocknete Augensekrete bei einer Hauskatze

Schlafsand (auch Schlafkörnchen, Schlaf in den Augen, Matzel, Traumsand, Augenpatzerl, Schlafdreck, Mulehn (regional), Knaas (rheinisch), Grenagg (tirolerisch), Ziger (Schweizerdeutsch)) ist die umgangssprachliche Bezeichnung für die Ansammlung eingetrockneter Sekrete aus den Drüsen des Augenlides (Augenbutter oder Augenschleim), die während des Schlafes entstehen und sich dann am Lidrand sammeln.

## Entstehung
Die vorderen Abschnitte der Augen müssen immer feucht gehalten werden. Dies geschieht durch Tränenflüssigkeit und Schleim aus den so genannten Becherzellen der Bindehaut. Durch die ölige Flüssigkeit der Meibomschen Drüsen des Lides, die sich mit der Tränenflüssigkeit vermischt, verringert sich die Verdunstung des Feuchtigkeitsfilmes.
Während des Schlafens wird die Flüssigkeitsproduktion am Auge reduziert, und Reste des fettigen Sekretes der Meibomschen Drüsen können sich am inneren Lidwinkel des Auges ansammeln und verkrusten mit der Zeit. Wegen ihrer farblichen und gestaltlichen Ähnlichkeit mit Sand werden sie im Volksmund als „Schlafsand“ bezeichnet. Daneben gibt es regional weitere mundartliche Bezeichnungen.
Der Schlafsand besteht neben Salzen und Proteinen aus Zelltrümmern von weißen Blutkörperchen, die im Abwehrkampf gegen (mehrheitlich harmlose) Bakterien sterben.
Nach dem Öffnen des Auges verleitet das Fremdkörpergefühl am Auge zum Reiben des Auges und Entfernung des Schlafsandes. Man „reibt sich den Schlaf aus den Augen“. Ein eventuelles Verteilen des Sekretes über die Hornhaut des Auges führt zu einer Verschleierung der Sicht, bis das Sekret zum Beispiel durch Lidschläge beseitigt wird.
Bei Entzündungen der Bindehaut (Konjunktivitis) und des Lidrandes (Blepharitis) kann eine krankhafte Vermehrung des Schleims auftreten.

## Sonstiges
Der Schlafsand wird teilweise, beispielsweise in Kindermärchen, mit der Sagengestalt Sandmann in Verbindung gebracht.